# Río Magdalena (Sonora)

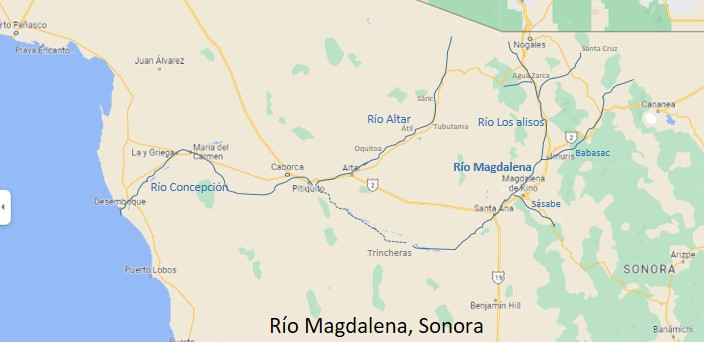
Río Magdalena, Sonora, México.

Río Magdalena en Sonora nace con el nombre de río Casa de Piedra en el cerro la Vereda, a una altitud de 2000 m s. n. m. (metros sobre el nivel del mar), a 9 km al sureste de Santa Cruz, en el extremo norte del estado de Sonora, al norte de la sierra de Ímuris.
Por allí existe un parteaguas, y cercano a este, también nace el Río Santa Cruz, pero éste que fluye hacia el norte, al estado de Arizona y el Magdalena fluye al sur.

## Cuenca y afluentes y confluentes
El cauce principal toma el nombre de los Alisos al noreste de Ímuris, cerca de Nogales y sigue al sur y recibe el arroyo San Antonio a una altitud de 1100 m s. n. m. (metros sobre el nivel del mar). Por otro lado, recibe del Río Cocóspera, en cuyo cauce está una pequeña presa conocida como El Comaquito, y luego cambia su nombre a Babasac, y llega por la margen cercana izquierda a Ímuris; confluye a una altitud de 930 m s. n. m.
Aguas abajo de Ímuris, se desarrolla el distrito Río Magdalena, que es una zona agrícola, que contrasta con las áreas vecinas, típicas del desierto de Sonora. Las localidades principales irrigadas son Terrenate, San Ignacio y Magdalena de Kino. En la zona urbana anexa a la plaza monumental, es un área de recreación con un puente colgante para peatones, donde paseantes y turistas (principalmente de Nogales), visitan el pueblo mágico de Magdalena, tanto a los restos del misionero Eusebio Francisco Kino, como a los de Luis Donaldo Colosio, o hacen turismo religioso rumbo a la capilla de San Francisco Javier, o al templo principal.
El distrito es una zona del municipio de Magdalena, situado en las coordenadas latitud 30°38′2″N y longitud 110°58′4″W. Recibe como afluente el arroyo del Sásabe, y el Cajón. Continúa su rumbo al suroeste, pasando por San Isidro, San Lorenzo, La Misión, Pantanito y Santa Ana, siendo cruzado por el puente de la Carretera Federal 2, que va de Santa Ana a Altar. Más adelante, pasa cercano al ejido El Claro, se le une el arroyo El Coyotillo, a 550 m s. n. m. Continúa su cauce hasta Trincheras, para más delante unirse con el río Altar, a 330 m s. n. m., y formar el río Concepción. La longitud es de 384 km desde su nacimiento hasta su desembocadura al mar.

## Río Altar
El río Altar fluye de norte a sur y se une al río Magdalena en las cercanías de Pitiquito. Su cauce recorre los poblados de Sáric, Tubutama (con su presa Cuauhtémoc), Átil, Oquitoa y Altar, y, en el rancho La Ventana, al sureste de Pitiquito, se une al río Magdalena, formando el río Concepción. Su caudal es de 1561 m3, y tiene una longitud de 134 km.

## Río Concepción
El río Concepción  es el río resultante de la confluencia del río Magdalena y el río Altar, que fluye por Pitiquito, Caborca y por el lado sur de la carretera que va hacia la costa, pasando cerca de La Y Griega hasta el Desemboque, en el Golfo de California. 
El Templo de la Purísima Concepción, de Caborca, lleva el nombre por la misma causa, desde los tiempos del Padre Kino.(1690)

## Influencia en la actividad económica
Hay diversas rancherías y pequeñas localidades beneficiadas por el río Magdalena. El río Magdalena enriquece la zona agrícola del distrito con huertos de membrillos, duraznos, pérsimos, peras, nogales y nísperos, los cuales la población los transforma y vende en almíbar, y cajeta, adicionalmente a pequeños hatos ganaderos. Algunos canales de riego se han construido para la irrigación de las huertas del distrito desde Ímuris hasta el ejido El Claro, en Santa Ana.